# Ингрэм, Коннор
Ко́ннор Брент И́нгрэм (англ. Connor Brent Ingram; 31 марта 1997, Саскатун, Саскачеван, Канада) — канадский хоккеист, вратарь клуба НХЛ «Юта Маммот».

## Игровая карьера

### Юниорская карьера
После игры на разных уровнях юношеского хоккея, он присоединился в 2014 году к команде «Камлупс Блэйзерс» из Западной хоккейной лиги. В первом сезоне за «Камлупс» провел 52 игры, одержав 21 победу. В следующем сезоне провел за «Камлупс Блэйзерс» 61 игру в регулярном сезоне, из которых 34 победы, а также семь в матчах плей-офф. Но несмотря на усилия Коннора, «Блэйзерс» уступили «Келоуне» (3:4 в серии). В сезоне 2016/17 провел 45 игр в регулярке, из которых 26 в плей-офф, а также 6 в плей-офф, где «Камлупс» вновь уступил «Келоуне» (2:4 в серии).

### Профессиональная карьера

#### Тампа-Бэй Лайтнинг
На драфте НХЛ 2016 года был выбран в 3-м раунде под общим 88-м номером командой «Тампа-Бэй Лайтнинг». 4 апреля 2017 года подписал с «Лайтнинг» трёхлетний контракт новичка. В тот же день он подписал пробный контракт до конца сезона 2016/17 с «Сиракьюз Кранч» — фарм-клубом «Тампы» в АХЛ.
7 октября 2017 года дебютировал за «Сиракьюз Кранч» Из 18 бросков Ингрэм отразил 15, а «Кранч» уступили в овертайме «Рочестеру» (2:3). 21 октября 2017 года Ингрэм одержал свою первую победу в АХЛ, отразив 23 из 24 бросков в победе над «Спрингфилд Тандербёрдс» со счётом 4:1. 9 декабря 2017 года одержал первую «сухую» победу в матче против «Белвилл Сенаторз». Из 35-и матчей в сезоне 2017/18, Коннор победил в 20-и, что помогло выйти «Сиракьюзу» в плей-офф.
3 января 2019 года получил приглашение на Матч всех звёзд АХЛ. Однако часть сезона 2018/19 Коннор провёл в фарм-клубе «Кранч» в ECHL — «Орландо Солар Бэрс». Вполне возможно, что из-за конфликта с тренером «Сиракьюза». Генеральный менеджер «Тампы-Бэй» Жюльен БрисБуа заявил, что такой неожиданный спуск вниз связан с «внутренними обстоятельствами» и запретил Ингрэму разглашать подробности.

#### Нэшвилл Предаторз
14 июня 2019 года «Тампа-Бэй» обменяла Ингрэма в «Нэшвилл Предаторз» на седьмой раунд драфта НХЛ 2021 года.
Сезон 2019/20 канадец ожидаемо начал в фарм-клубе «хищников» за «Милуоки Эдмиралс». 3 января 2020 года вновь получил приглашение на Матч всех звёзд АХЛ вместе с партнёрами по «Милуоки» Яковом Трениным и Александром Каррье. В сезоне 2019/20 провёл 33 матча за «Милуоки Эдмиралс» и стал третьим лучшим вратарём АХЛ по проценту отражённых бросков. Также по окончании сезона 2019/20 был включён во вторую символическую сборную АХЛ.
В марте 2020 продлил контракт с «Предаторз» на три года на общую сумму $ 2,19 млн.
Перед сезоном 2020/21 был отдан в аренду в «Бьёрклёвен» из Аллсвенскан, так как в Северной Америке сезон откладывался из-за пандемии коронавируса. Но выступление за шведский клуб было очень неудачным, Коннор имел лишь 89,8 % отражённых бросков.
В январе 2021 года после возвращения из Швеции, Ингрэм покинул расположение клуба, чтобы принять участие в программе помощи игрокам НХЛ/НХЛПА. По возвращении провёл 5 матчей за «Чикаго Вулвз», так как «Милуоки Эдмиралс» приняли решение пропустить сезон из-за последствий коронавирусной инфекции, но процент отражённых бросков в АХЛ резко снизился с 93,3 % в сезоне 2019/20 до 89,9 % в сезоне 2020/21.
Перед сезоном 2021/22 принял участие в тренировочном лагере «хищников», но перед самым стартом сезона был отправлен в АХЛ. Однако вскоре второй вратарь «Нэшвилла» Давид Риттих попал в COVID-протокол, в результате чего «саблезубым» пришлось вызвать Коннора. 24 октября 2021 года Коннор Ингрэм провёл свой первый матч в НХЛ, отразив 33 броска из 35 в игре против «Миннесоты Уайлд», благодаря чему был признан первой звездой матча. Впервые за пять лет и 412 матчей стартовым вратарём «Нэшвилла» был не Юусе Сарос или Пекка Ринне. Также он стал лишь вторым вратарём после Ринне в истории «хищников», который одержал победу в стартовом матче.

## Награды и Достижения
| Награда                          | Год        |     |
| WHL                              | WHL        | WHL |
| -------------------------------- | ---------- | --- |
| Вторая сборная всех звезд Запада | 2016, 2017 |     |
| AHL                              |            |     |
| Игры всех звёзд                  | 2019, 2020 |     |
| Вторая команда Всех звезд        | 2020       |     |
| Гарри (Хэп) Холмс Мемориал Эворд | 2020       |     |
| NHL                              |            |     |
| Билл Мастертон Трофи             | 2024       |     |